# Caenacis peroni
Caenacis peroni är en stekelart som beskrevs av Kamijo 1981. Caenacis peroni ingår i släktet Caenacis och familjen puppglanssteklar. Inga underarter finns listade.